# Conquista assira dell'Egitto
La conquista assira dell'Egitto coprì un periodo relativamente breve della storia del Nuovo Impero Assiro, dal 677 a.C. al 663 a.C.

## Contesto
I faraoni nubiani della XXV dinastia egizia avevano iniziato ad agitare i popoli dell'Impero neo-assiro nel tentativo di ottenere un punto d'appoggio nella regione al volgere del VIII secolo a.C. Di conseguenza, nel 701 a.C. Ezechia di Giuda, Lule di Sidone, Sidka di Ascalona e il re di Ekron formarono un'alleanza con l'Egitto contro l'Assiria. Il sovrano neo-assiro Sennacherib (705-681 a.C.) attaccò i ribelli, conquistando Ascalona, Sidone ed Ekron e sconfiggendo gli egiziani e allontanandoli dalla regione. Marciò verso Gerusalemme, distruggendo lungo il cammino 46 tra città e villaggi, inclusa la ben fortificata città di Lachish. Questo è descritto dettagliatamente in Isaia:10. Cosa accadde dopo non è chiaro: la Bibbia dice che un angelo del Signore uccise 185 000 soldati assiri a Gerusalemme dopo che Ezechia pregò nel tempio. Esistono varie teorie sul motivo per cui gli Assiri non riuscirono a prendere Gerusalemme e si ritirarono in Assiria: intervento militare egizio guidato dal principe Taharqa, malattia, l'intervento divino, la resa di Ezechia, la "teoria dei topi" di Erodoto. Il racconto di Sennacherib riporta che i Giudei gli pagarono un tributo affinché si ritirasse.
Nel 681 a.C., Sennacherib fu assassinato mentre pregava il dio Nisroch da uno o più dei suoi figli (presumibilmente chiamati Adremelech, Abimlech e Sharezer), forse come rappresaglia per la sua distruzione di Babilonia.

## Invasione di Esarhaddon (673 a.C.)

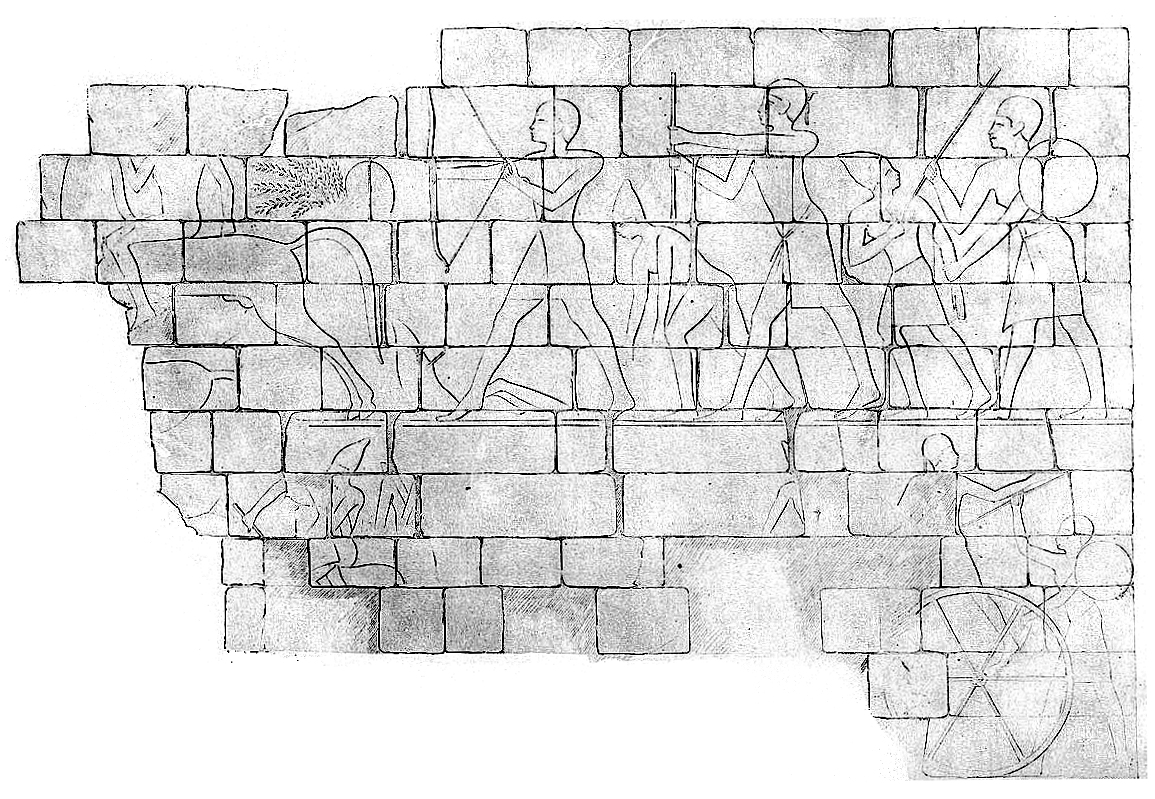
Rilievo dal Tempio di Amon, Jebel Barkal mostrante i Kushiti che sconfiggono gli Assiri.

Esarhaddon (regno 681-669 a.C.), figlio di Sennacherib, guidò diverse campagne contro il faraone Taharqa d'Egitto che questi registrò su diversi monumenti. Il suo primo attacco nel 677 a.C., volto a pacificare le tribù arabe intorno al Mar Morto, lo condusse fino al torrente d'Egitto.

### Campagna del 673 a.C.

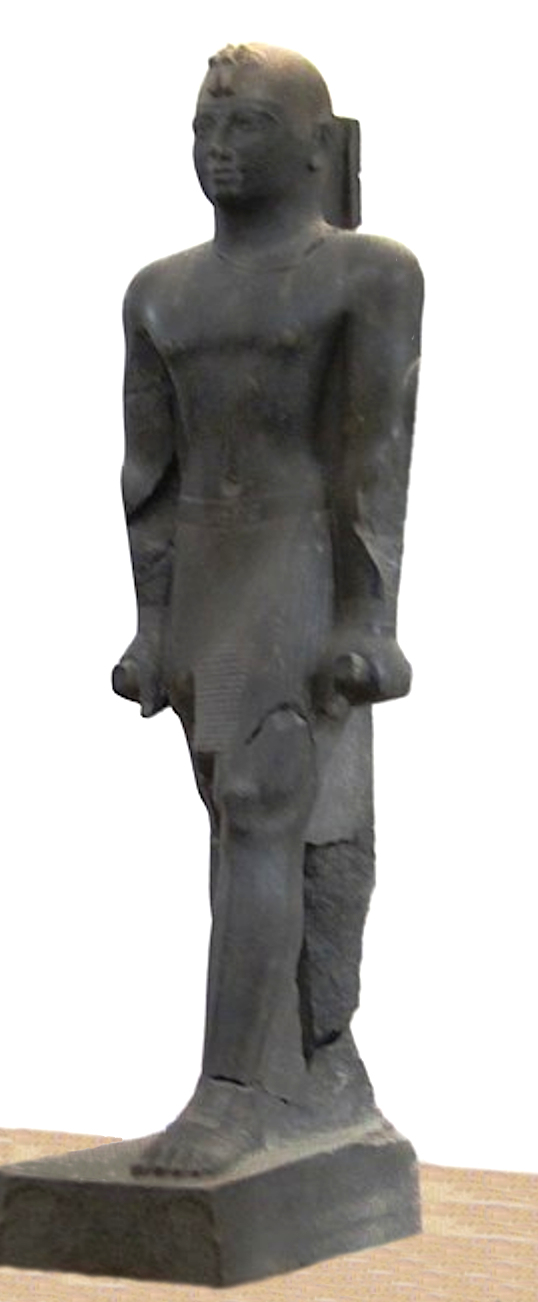
Statua del faraone kushita Taharqa, che guidò la lotta contro gli assiri - Museo di Kerma.

Esarhaddon fece quindi irruzione in Egitto nel 673 a.C. Questa invasione, di cui discutono solo poche fonti assire, si concluse con quella che alcuni studiosi presumevano fosse forse una delle peggiori sconfitte dell'Assiria. Taharqa e il suo esercito sconfissero definitivamente gli Assiri nel 674 a.C., secondo i registri babilonesi. Gli egizi avevano sponsorizzato per anni ribelli e dissidenti in Assiria ed Esarhaddon aveva sperato di assaltare l'Egitto e sconfiggere questo rivale in un colpo solo. Poiché Esarhaddon aveva marciato con il suo esercito a grande velocità, gli Assiri erano esausti una volta arrivati fuori dalla città di Ascalona controllata dagli egizi, dove furono sconfitti da Taharqa. Esarhaddon abbandonò allora momentaneamente il suo piano di conquistare l'Egitto e si ritirò a Ninive.

### Campagna del 671 a.C.
Due anni dopo, Esarhaddon lanciò un'invasione su vasta scala: nei primi mesi del 671 a.C., marciò di nuovo contro l'Egitto. L'esercito riunito per questa seconda campagna era notevolmente più grande di quello del 673 e marciò a una velocità molto più lenta per evitare i problemi che avevano afflitto la precedente spedizione. Durante il viaggio attraversò Harran, una delle principali città delle parti occidentali del suo impero, ove una profezia che prediceva il successo della campagna di conquista fu rivelata al re. Secondo una lettera inviata ad Assurbanipal dopo la morte di Esarhaddon, la profezia era la seguente:

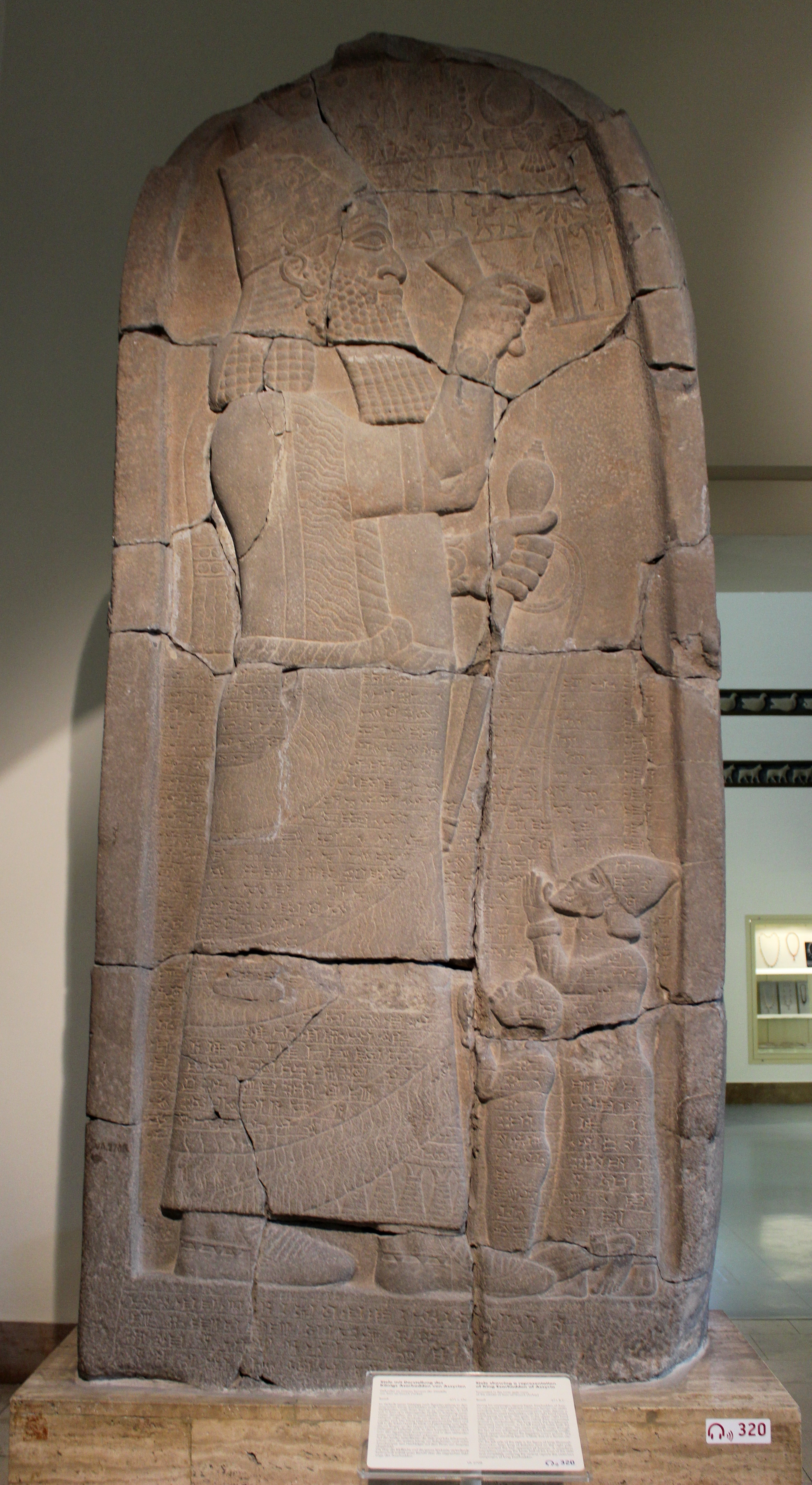
La "Stele della vittoria di Esarhaddon" (oggi al Pergamonmuseum) è dedicata alla vittoria del re in Egitto. Raffigura Esarhaddon in posa maestosa con una mazza da guerra in mano e un re vassallo inginocchiato davanti a lui. È presente anche Ushankhuru, il giovane figlio del faraone sconfitto Taharqa, inginocchiato e con una corda al collo.

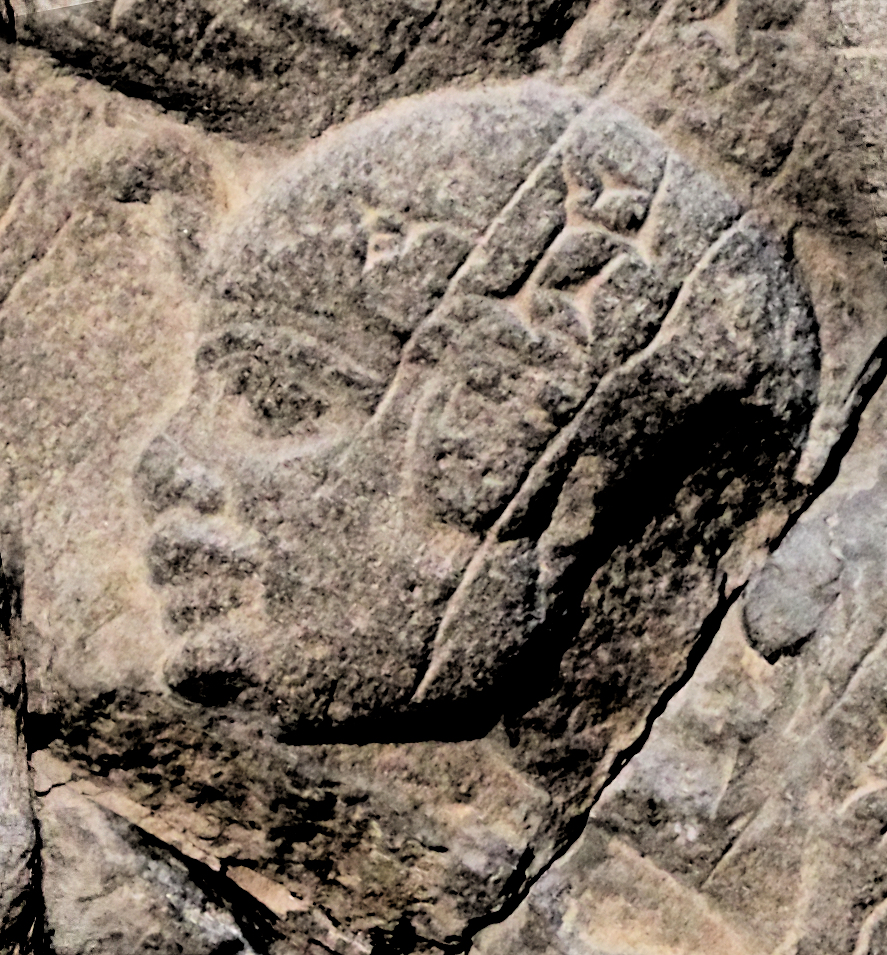
Ushankhuru, il figlio prigioniero di Taharqa - particolare dalla "Stele della Vittoria di Esarhaddon".

Tre mesi dopo aver ricevuto questa profezia, le forze di Esarhaddon furono vittoriose nella loro prima battaglia con gli egizi. Nonostante la profezia e il successo iniziale, Esarhaddon non era convinto della propria sicurezza. Appena undici giorni dopo aver sconfitto gli egiziani, eseguì il rituale del "re sostituto", un antico metodo assiro inteso a proteggere e proteggere il re da un pericolo imminente annunciato da una sorta di presagio. Esarhaddon aveva eseguito il rituale in precedenza durante il suo regno, ma questa volta lo ha lasciato incapace di comandare la sua invasione dell'Egitto.
Nel 671 a.C. Esarhaddon prese e saccheggiò Menfi, dove catturò numerosi membri della famiglia reale. Sebbene il faraone Taharqa fosse fuggito a sud, Esarhaddon catturò la famiglia del faraone, inclusi suo figlio e sua moglie, e la maggior parte della corte reale, che furono rimandati in Assiria come ostaggi. Esarhaddon riorganizzò la struttura politica nel nord, i governatori fedeli al re assiro furono posti a capo dei territori conquistati e stabilì Necao I come re a Sais. Al ritorno di Esarhaddon in Assiria, eresse una stele accanto alla precedente stele commemorativa egiziana e assira di Nahr el-Kalb, nonché una stele della vittoria a Zincirli Höyük, mostrando il giovane figlio di Taharqa, Ushankhuru, in catene.
Le c.d. Cronache babilonesi raccontano di come l'Egitto "fu saccheggiato e i suoi dei furono rapiti". La conquista comportò il trasferimento d'un gran numero di egizi nel territorio assiro. In un estratto dal testo inciso sulla sua stele della vittoria, Esarhaddon così descrive la sua conquista:
(Stele della vittoria di Esarhaddon)
Alla partenza del re assiro, tuttavia, Taharqa s'intrigò negli affari del Basso Egitto e alimentò numerose rivolte. Nel 669 a.C. rioccupò Menfi, così come il Delta del Nilo, e ricominciò a complottare con il re di Tiro. I governatori assiri e i governanti fantoccio locali che Esarhaddon aveva nominato sull'Egitto furono obbligati a fuggire dall'irrequieta popolazione nativa che desiderava l'indipendenza ora che i kushiti erano stati espulsi.
Una nuova campagna fu dunque lanciata da Esarhaddon nel 669 a.C. ma il re si ammalò durante il viaggio e morì. Suo figlio maggiore Shamash-shum-ukin divenne re di Babilonia e suo figlio Assurbanipal divenne re d'Assiria, in posizione di supremazia rispetto a Shamash-shum-ukin essendo Babilonia soggetta a Ninive.

## Invasione di Assurbanipal (667 a.C.)

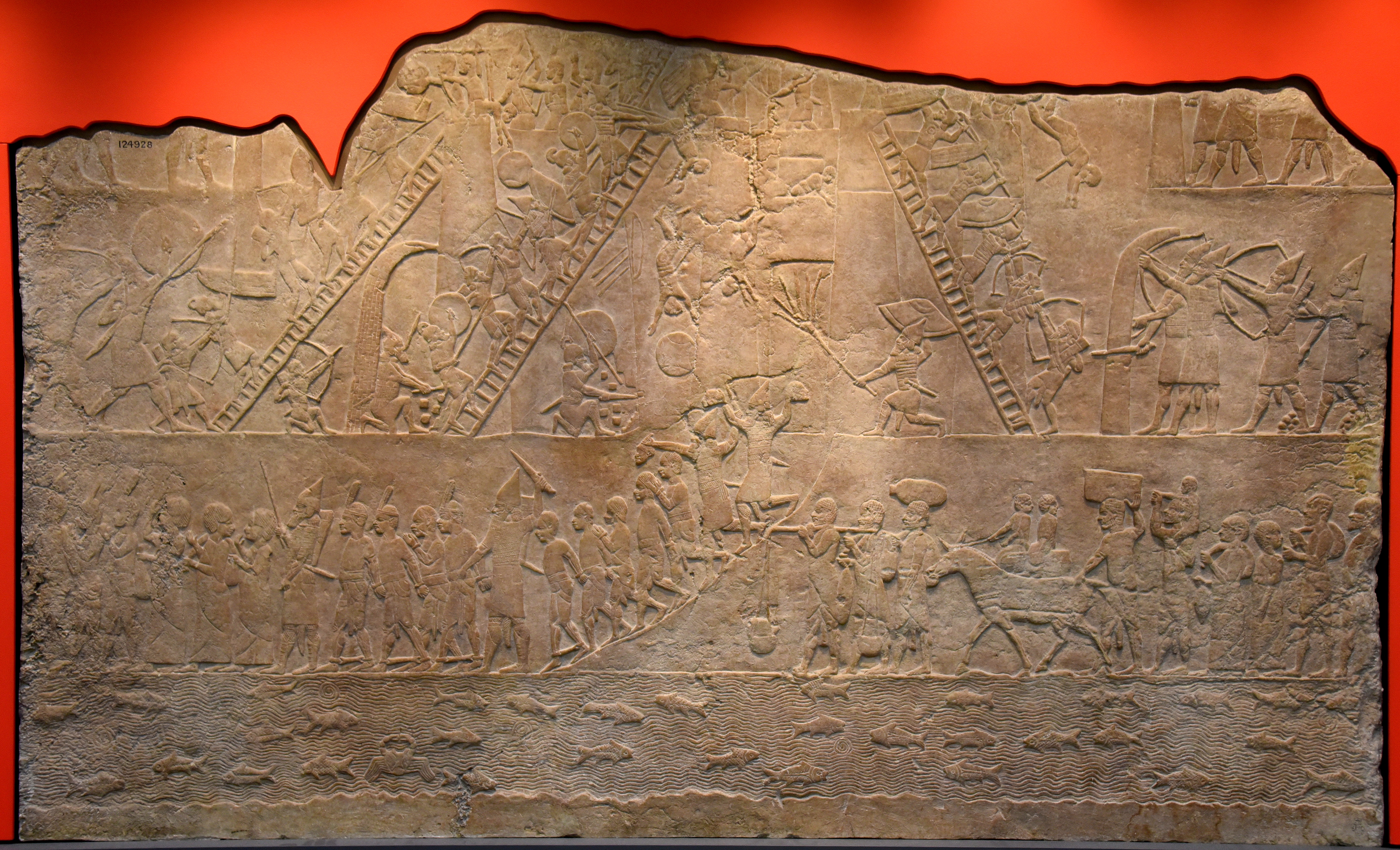
"Assedio assiro di un forte egiziano", prob. una scena della guerra nel 667 a.C. riferita alla cattura di Menfi - 645-635 a.C. (regno di Assurbanipal) - British Museum.

Assurbanipal (anche Ashur-bani-apli o Asnapper), successe al trono di suo padre Esarhaddon e continuò a fare campagne e a dominare l'Egitto, quando non fu distratto dal dover affrontare le pressioni dei Medi a est, e di Cimmeri e Sciti a nord dell'Assiria.
Assurbanipal intronò come faraone vassallo Psammetico I, figlio di Necao I, nel 664 a.C. Tuttavia, dopo che l'appello di Gige di Lidia per un aiuto assiro contro i Cimmeri fu respinto, mercenari lidi furono inviati a Psammetico e nel 652 a.C. il faraone-vassallo fu in grado di dichiarare impunemente la totale indipendenza dall'Assiria, profittando della rivolta del fratello maggiore di Assurbanipal, Shamash-shum-ukin di Babilonia, che, infuso di nazionalismo babilonese, in quell'anno iniziò una grande guerra civile. Tuttavia, la nuova dinastia in Egitto mantenne saggiamente rapporti amichevoli con l'Assiria.

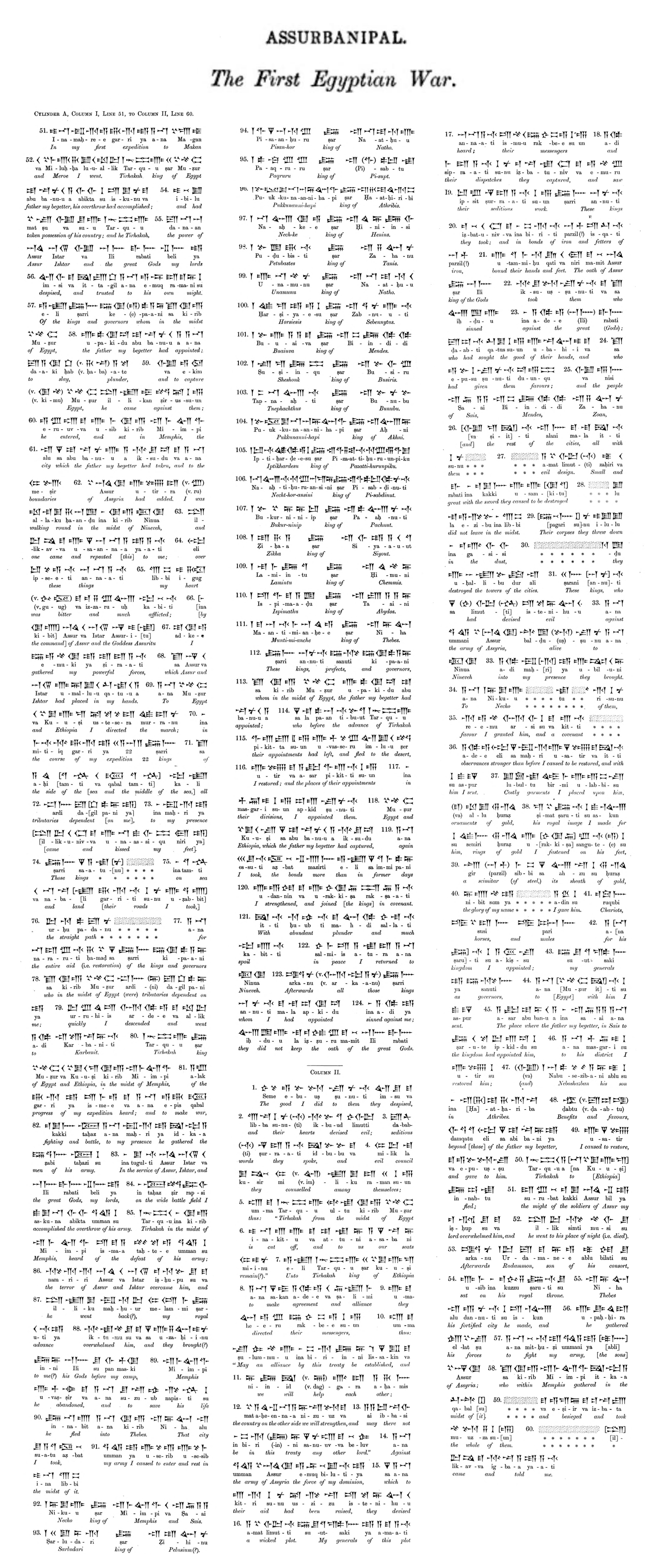
Resoconto della campagna di Assurbanipal in Egitto contro Taharqua (trad. del cuneiforme, dal c.d. "Cilindro Rassam" di Assurbanipal).

### Prima campagna contro Taharqa (667 a.C.)
Assurbanipal sconfisse Taharqa nel 667 a.C. che in seguito fuggì a Tebe. Assurbanipal lo inseguì e saccheggiò numerose città in rivolta lungo il cammino:
("Cilindro Rassam")
Ancora nel 665 a.C. i sovrani vassalli di Sais, Mendes e Pelusium prestavano orecchio alle profferte di Taharqa, riparato nel natio Kush. La ribellione fu fermata e Assurbanipal nominò faraone Necao I, re vassallo di Sais, il cui figlio Psammetico era stato educato a Ninive durante il regno di Esarhaddon. Dopo la vittoria, Assurbanipal lasciò l'Egitto.
Taharqa morì a Tebe nel 664 a.C. Gli successe quale erede designato il fratello Tanutamani seguito poi dal figlio di Taharqa, Atlanersa.

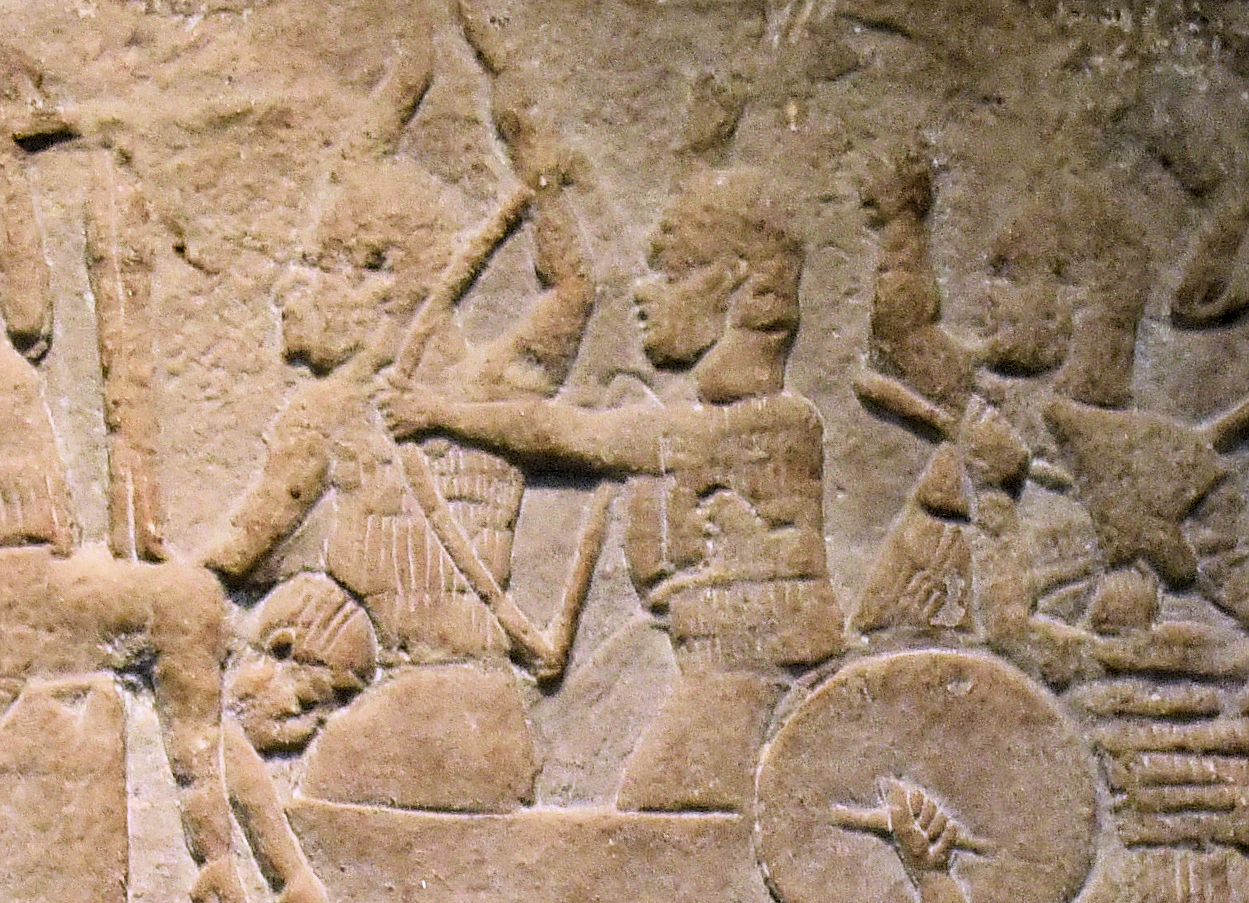
Soldati di Taharqa che difendono la loro città dall'assalto assiro
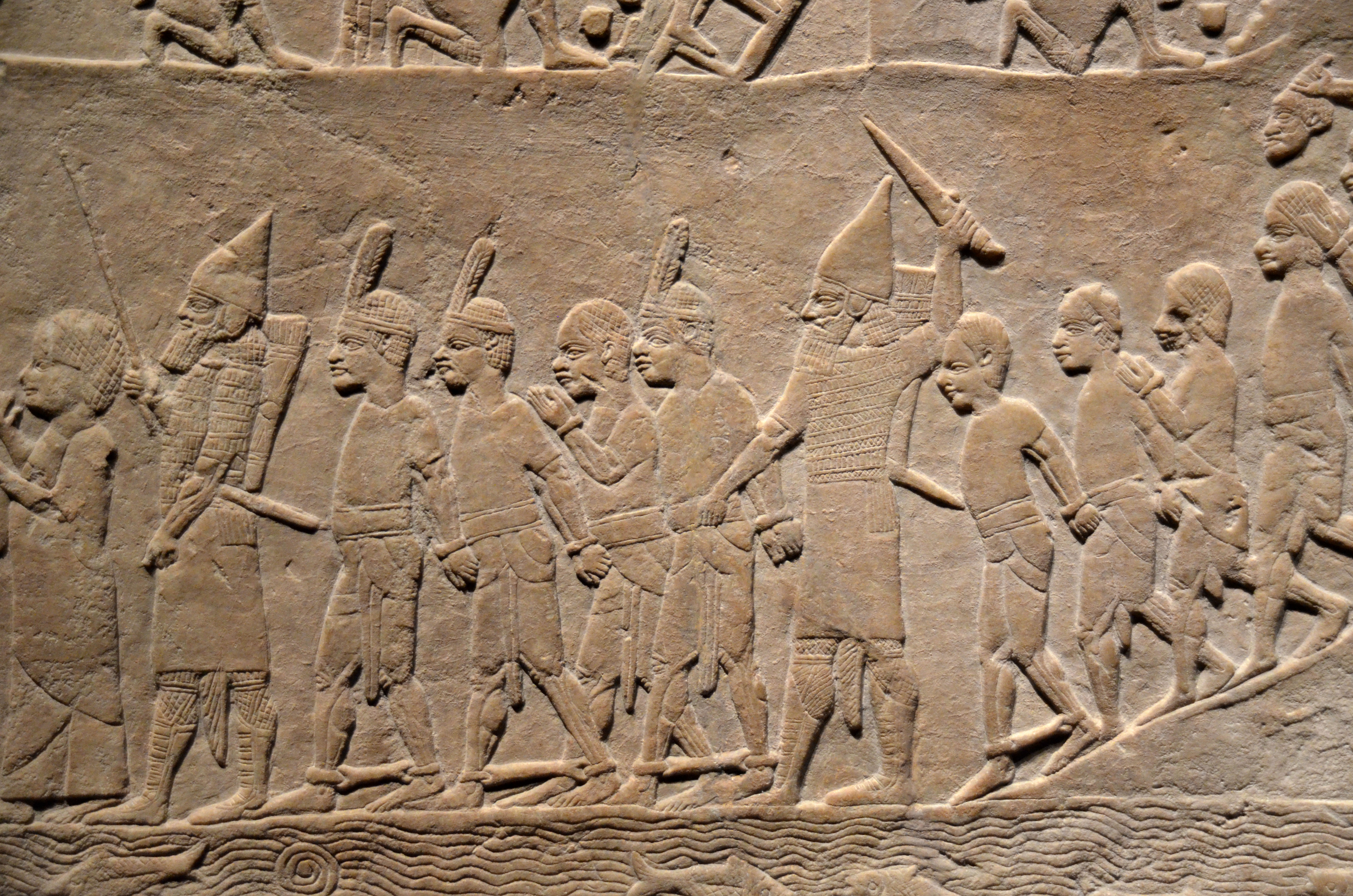
Prigionieri egiziani scortati dalle guardie assire fuori dalla città egiziana.
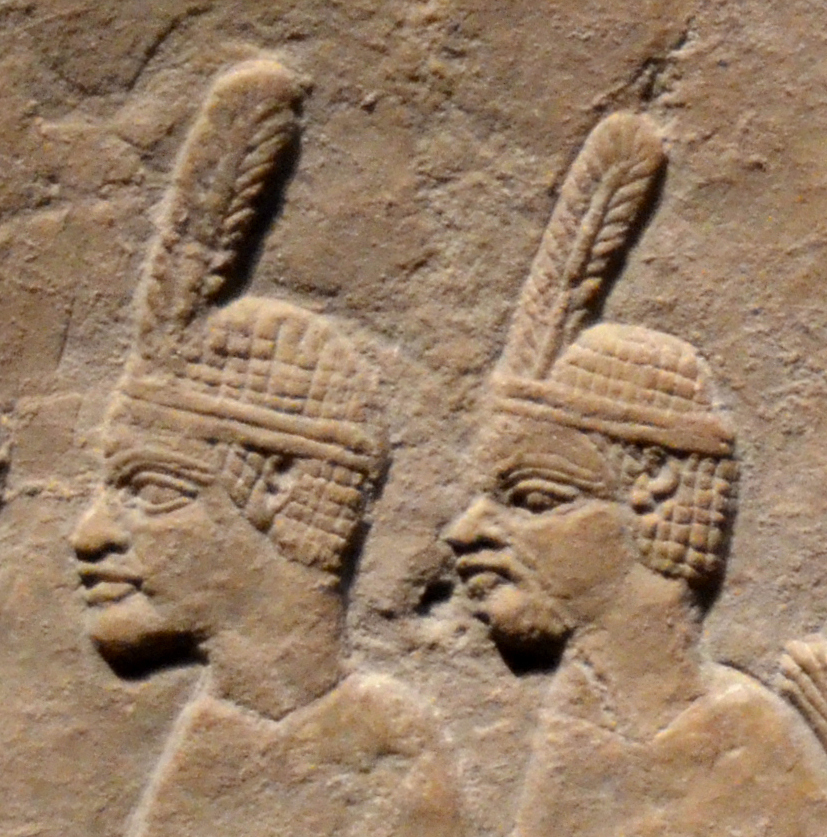
Prigionieri egiziani Indossano il tipico copricapo con una piuma dei soldati di Taharqua.

### Seconda campagna contro Tanutamani (663 a.C.)

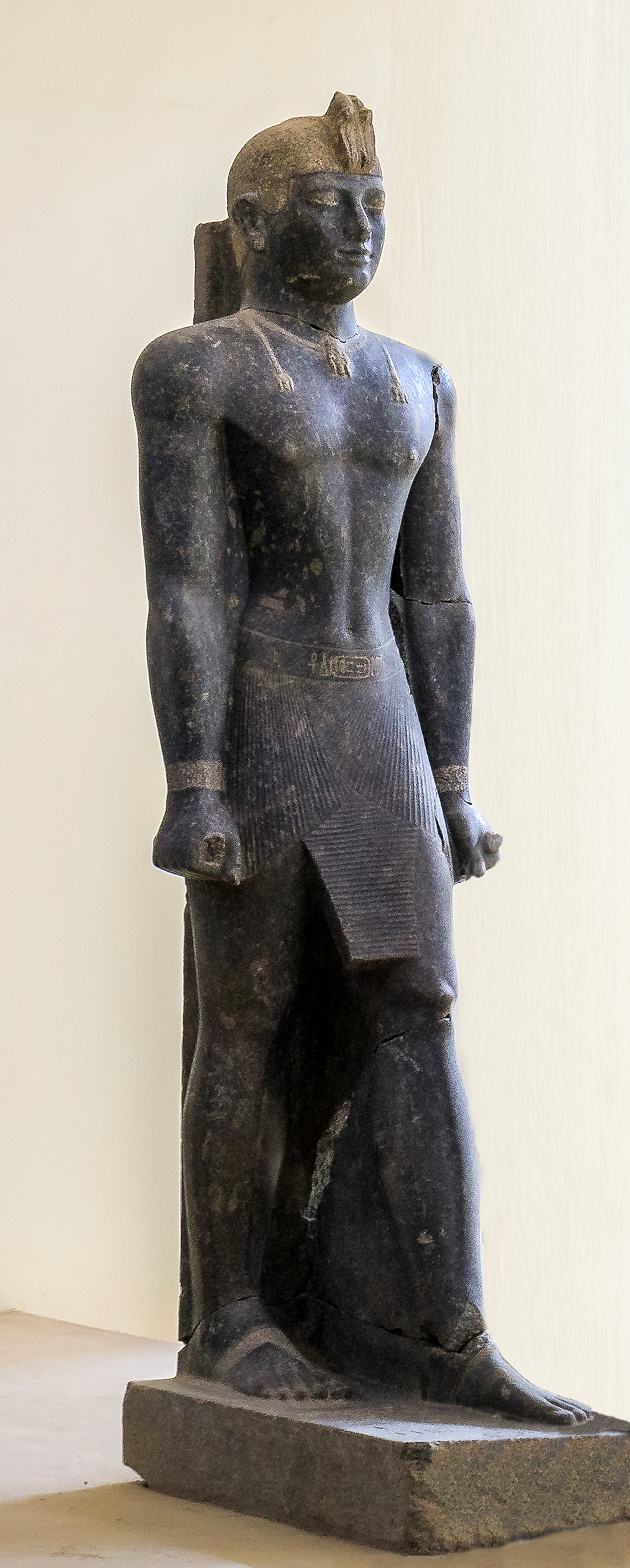
Statua del sovrano kushita Tanutamani - Museo Kerma.

L'Egitto era ancora visto come vulnerabile e Tanutamani l'invase sperando di riportare la sua famiglia al trono, riaccendendo così il conflitto con Assurbanipal nel 663 a.C.
Una volta che gli Assiri ebbero intronato Necao I e lasciato l'Egitto, Tanutamani marciò lungo il Nilo dalla Nubia e rioccupò il paese, compresa Menfi, sconfisse Necao e lo uccise. Assurbanipal tornò allora in Egitto, si unì alle forze di Psammetico (rinforzate da mercenari della Caria) ed affrontarono i kushiti in una battaglia campale a nord di Menfi, presso il tempio di Iside, tra il Serapeo e Abusir. Tanutamani fu sconfitto e fuggì nell'Alto Egitto ma solo 40 giorni dopo la battaglia l'esercito di Assurbanipal arrivò a Tebe. Tanutamani aveva già lasciato la città per Kipkipi, una località che rimane incerta ma potrebbe essere Kôm Ombo, circa 200 km a sud di Tebe. La città stessa fu conquistata "distrutta [come da] un diluvio" e pesantemente saccheggiata (v.si c.d. "Sacco di Tebe"). L'evento non è menzionato nelle fonti egizie ma è noto dagli annali assiri, che riportano che gli abitanti furono deportati. Gli Assiri presero un grande bottino d'oro, argento, pietre preziose, vestiti, cavalli, animali fantastici, oltre a due obelischi ricoperti di elettro del peso di 2 500 talenti (circa 75,5 t):
("Cilindro Rassam")

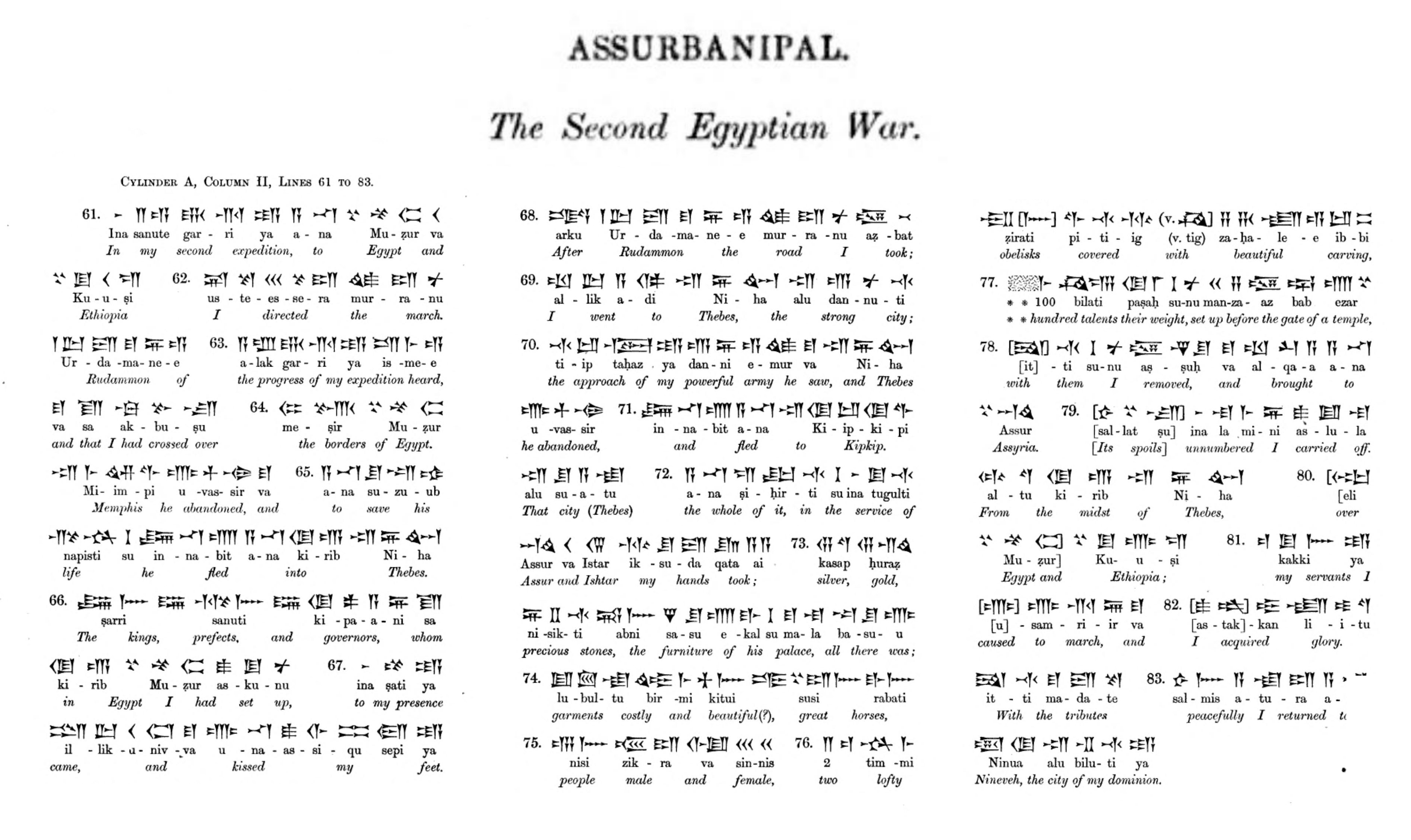
Seconda campagna di Assurbanipal in Egitto - "Cilindro Rassam"

Il sacco di Tebe fu un evento epocale che riverberò in tutto il Medioriente antico. È menzionato nel Libro di Naum 3: 8-10:
Anche una profezia nel libro di Isaia riferisce al sacco:
La riconquista assira pose fine al controllo nubiano sull'Egitto, sebbene l'autorità di Tanutamani fosse ancora riconosciuta nell'Alto Egitto fino al suo ottavo anno di regno (656 a.C.) quando la flotta di Psammetico I prese pacificamente il controllo di Tebe e unificò efficacemente tutto l'Egitto. Questi eventi segnarono l'inizio della XXVI dinastia egizia.

## Manufatti a tema egizio in Assiria
Vari manufatti raffiguranti faraoni, divinità o personalità egizie furono trovati a Nimrud e datati al periodo neo-assiro, IX-VII secolo a.C.

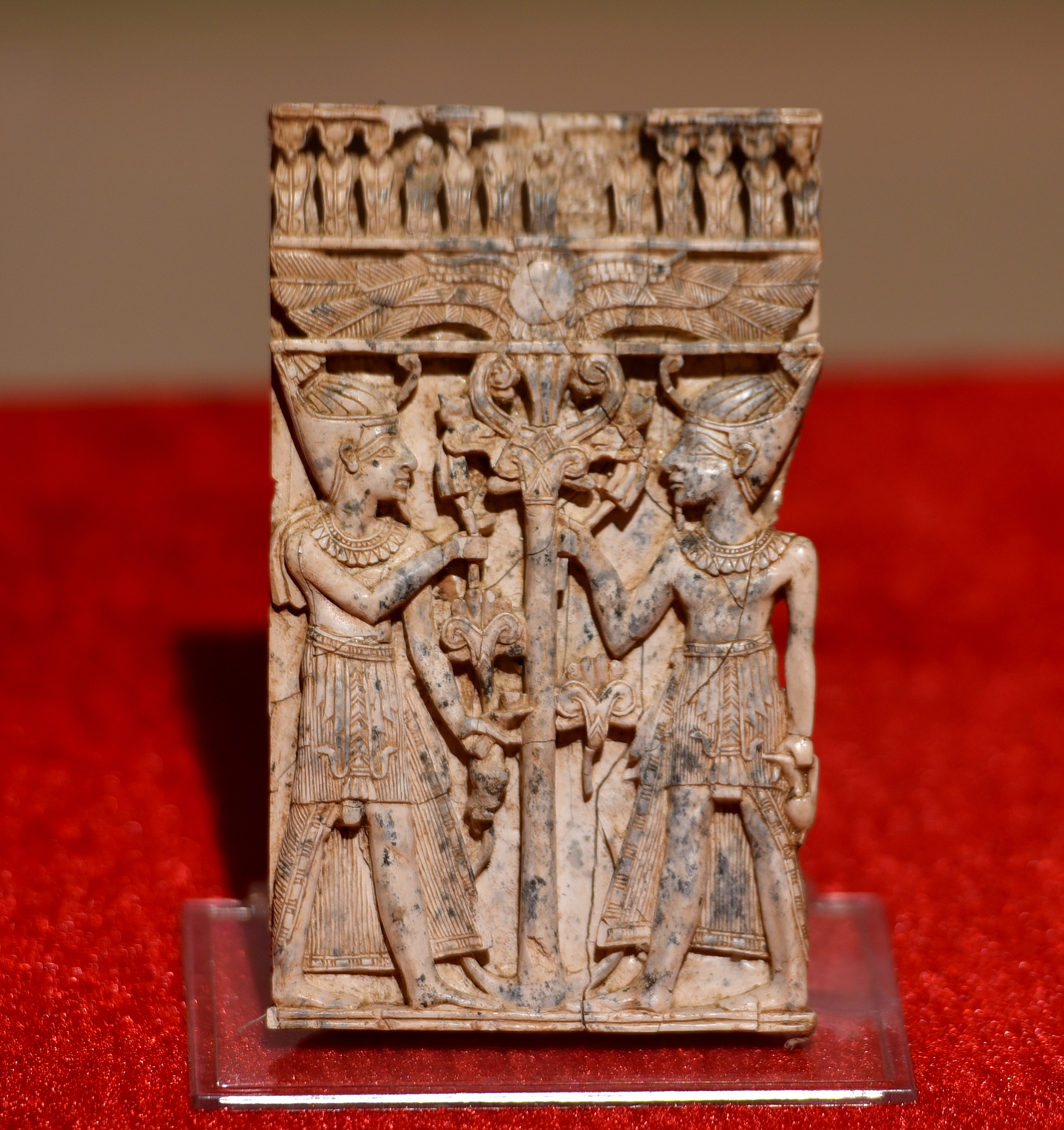
Pannello in avorio scolpito che mostra giovani faraoni egiziani che fiancheggiano un gambo di loto e fiori. Da Nimrud, Iraq. Museo dell'Iraq, Baghdad.
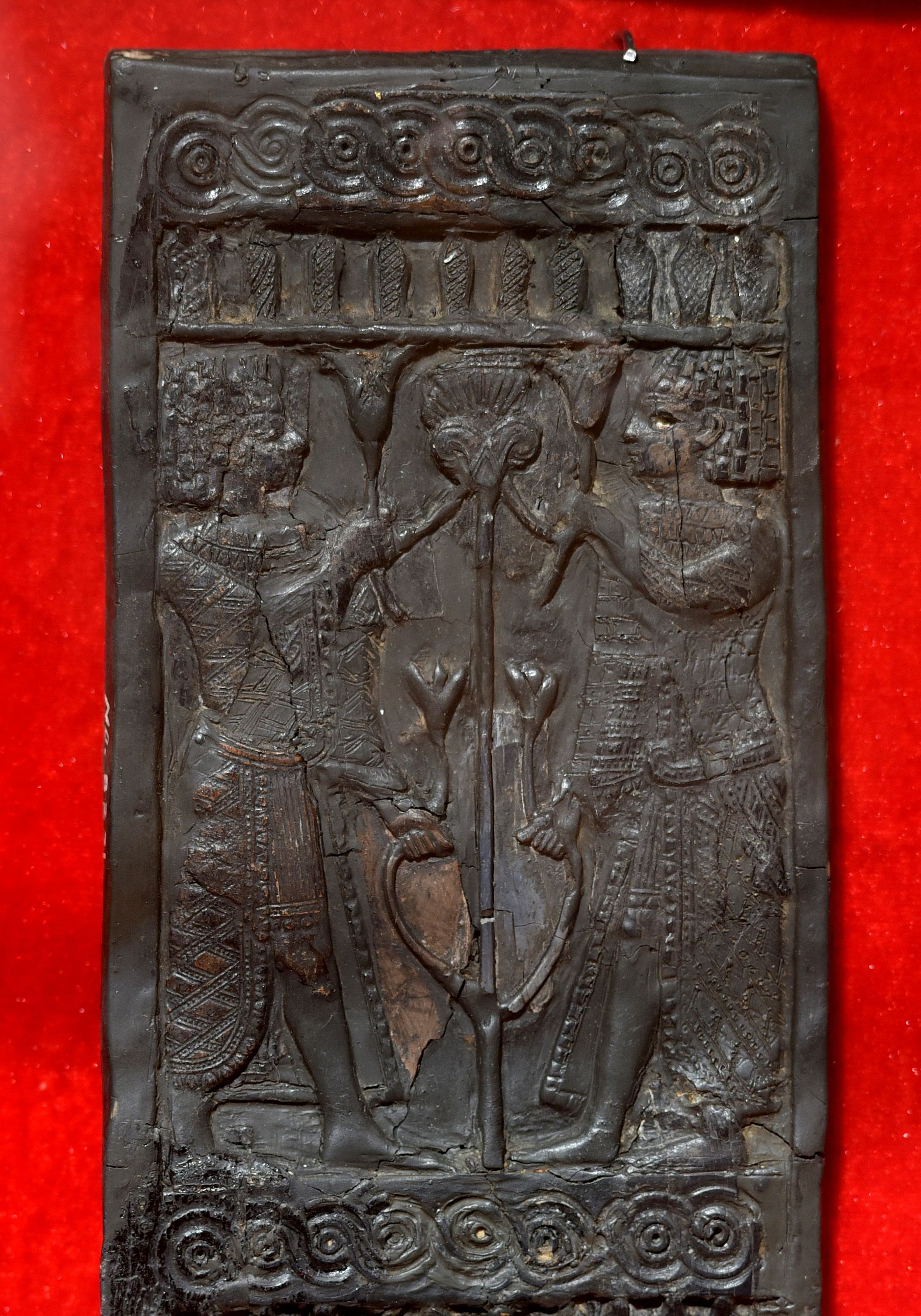
Pannello in avorio intagliato che mostra giovani egiziani che fiancheggiano stelo di loto e fiori. Da Nimrud, Iraq. Museo dell'Iraq.
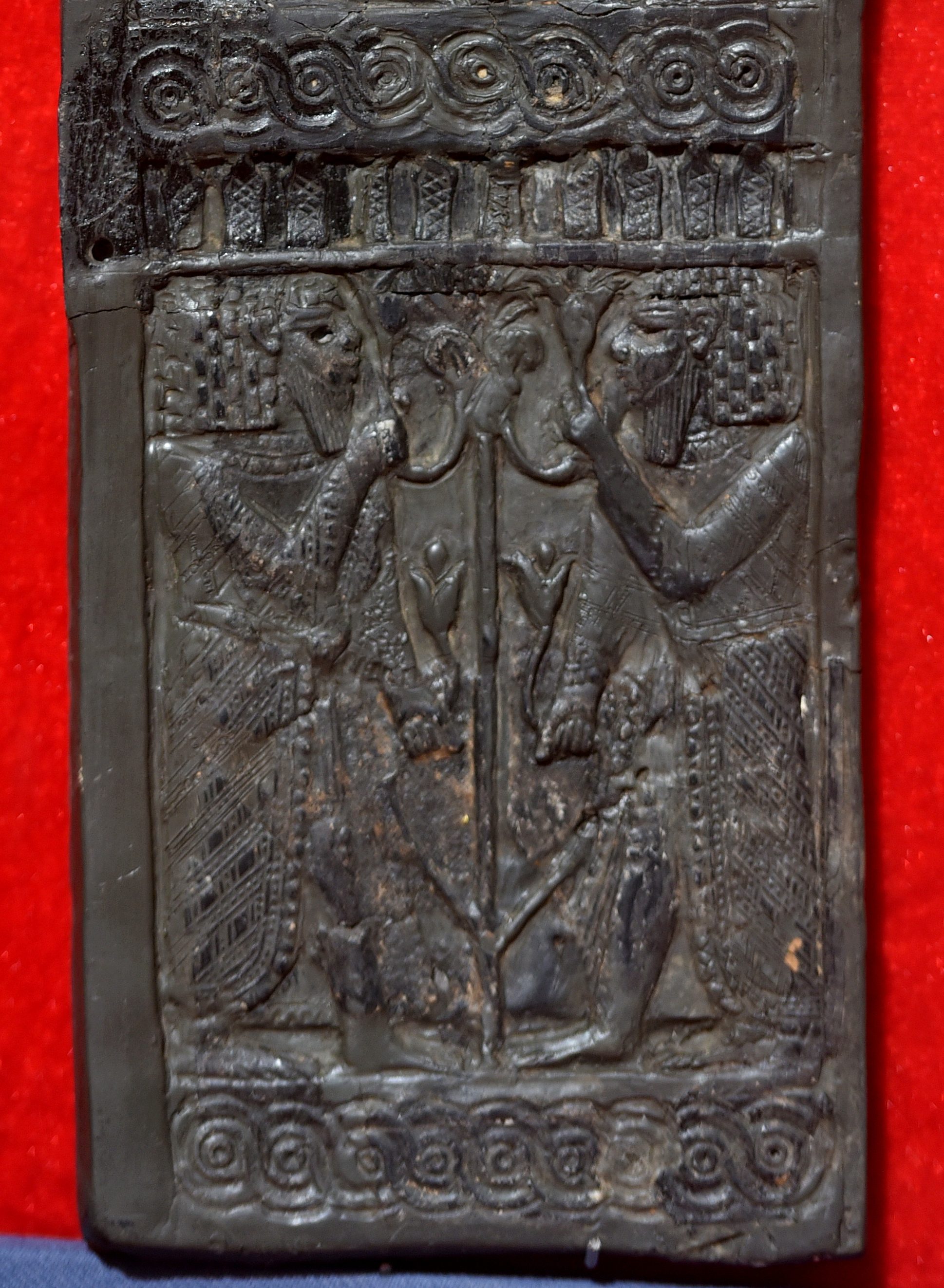
Pannello in avorio scolpito che mostra giovani egiziani barbuti che fiancheggiano stelo di loto e fiori. Da Nimrud, Iraq. Museo dell'Iraq.
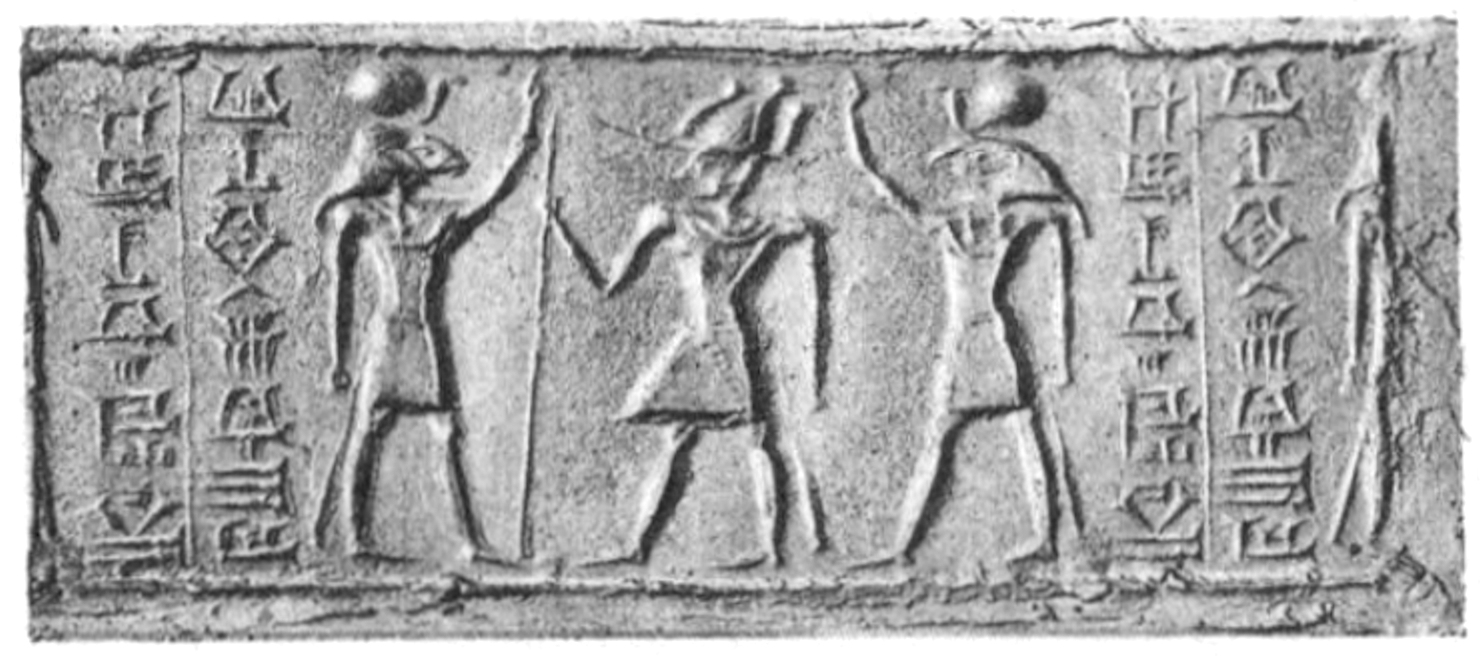
Sigillo cilindrico egizio-assiro combinante la scrittura cuneiforme con i divinità egiziee.

## Declino dell'Impero neo-assiro

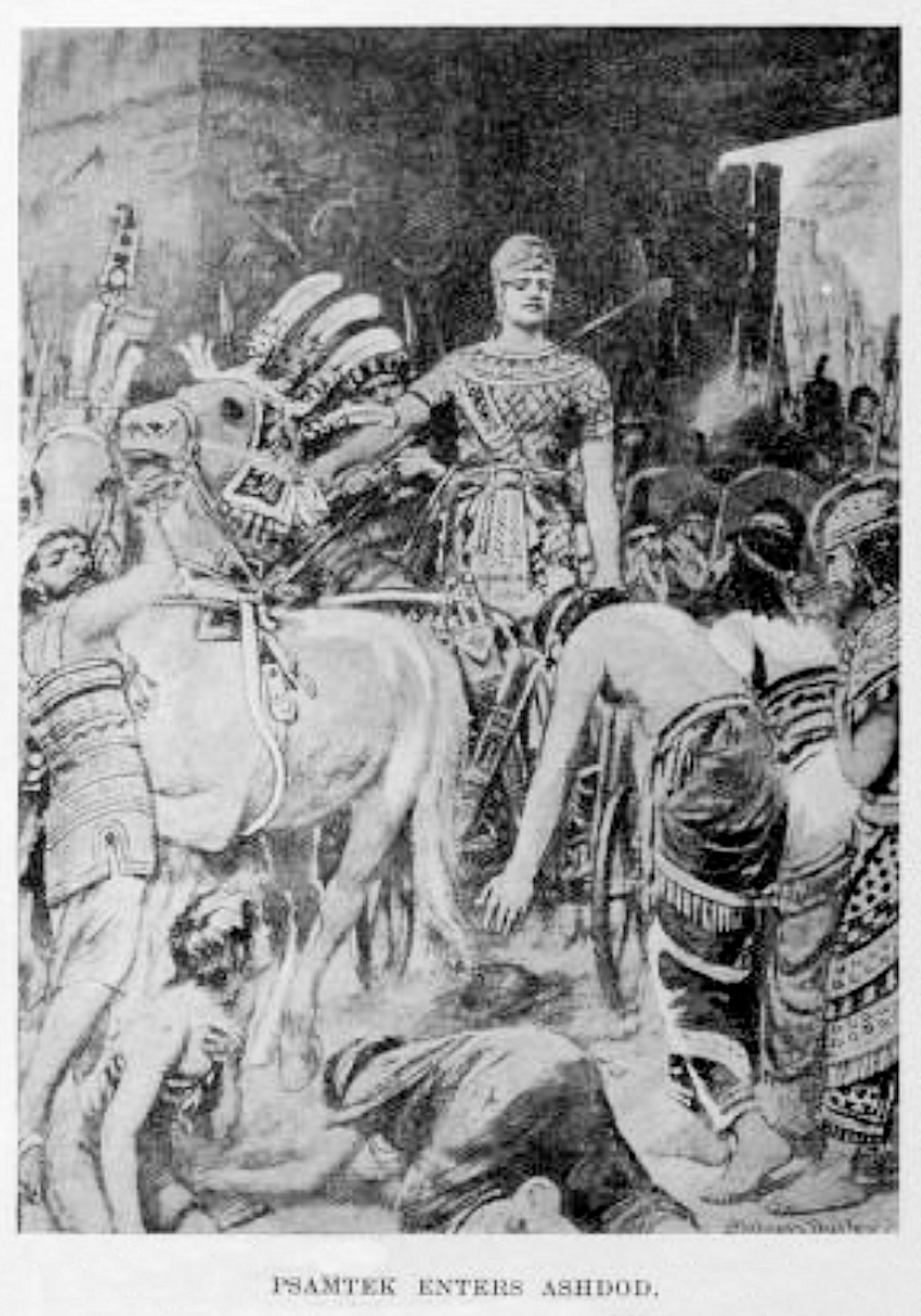
Il faraone Psammetico I entra in Ashdod.

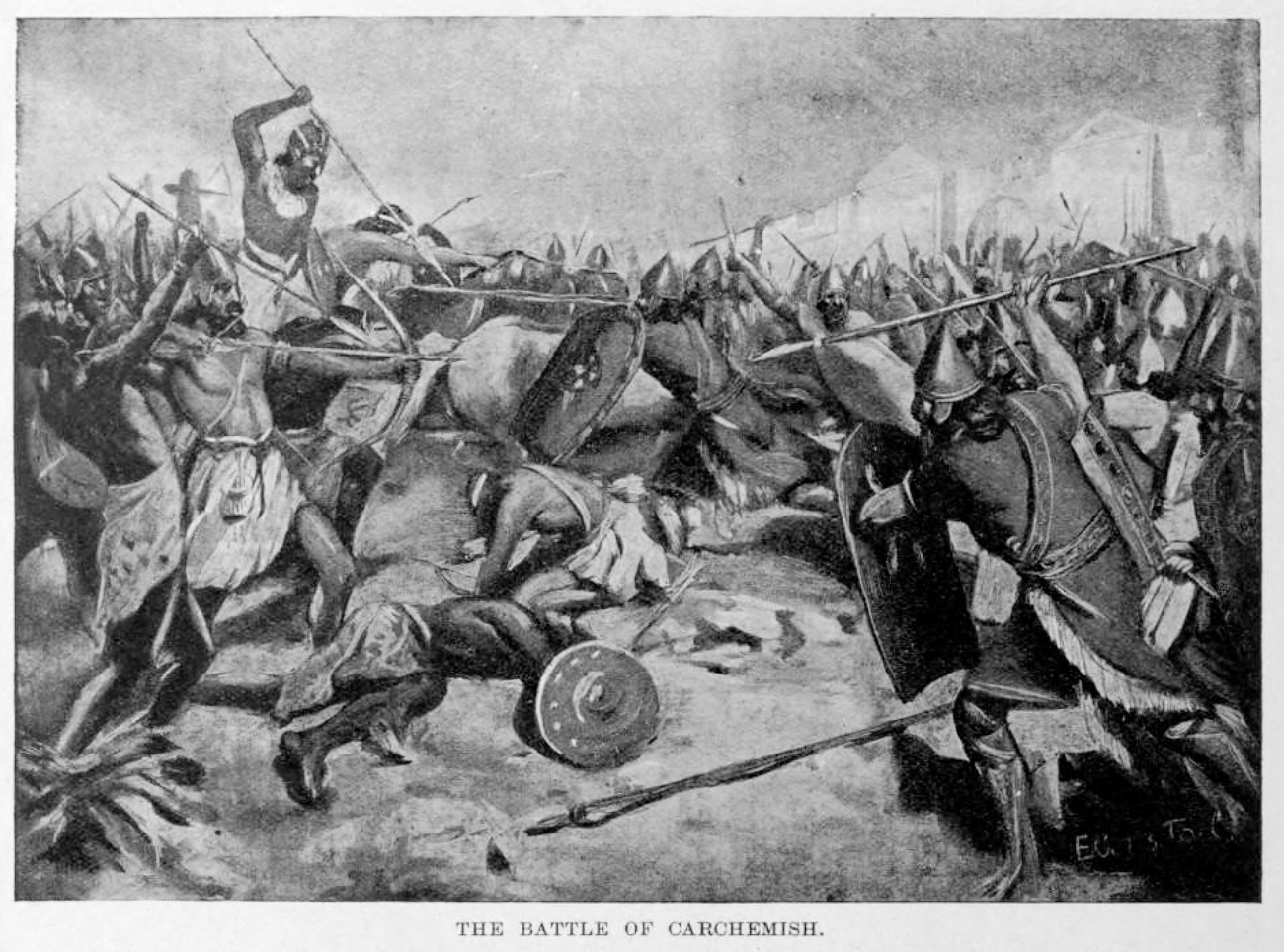
Nel 605 a.C. un'ultima forza egizia combatté i babilonesi nella battaglia di Karkemiš, aiutata dai resti dell'esercito dell'ex Assiria ma anche questa fu sconfitta.

Dopo la campagna, Assurbanipal divise l'Egitto in 17 stati e nominò Psamtik governatore di Menfi La nuova dinastia egizia, essendo stata installata dagli Assiri, rimase in rapporti amichevoli con loro. L'Impero neo-assiro iniziò però a disintegrarsi rapidamente dopo che scoppiò una serie di aspre guerre civili che coinvolgevano un numero di pretendenti al trono. Mentre l'Impero neo-assiro era preoccupato per le rivolte e la guerra civile per il controllo del trono, Psammetico I abbandonò i suoi legami con gli Assiri intorno al 655 a.C., si alleò con il re Gige di Lidia e reclutò mercenari dalla Caria e dalla Grecia per resistere agli attacchi assiri.
Lo stato vassallo di Babilonia approfittò degli sconvolgimenti in Assiria e si ribellò sotto il precedentemente sconosciuto Nabopolassar, un membro della tribù dei caldei, nel 625 a.C. Ciò che seguì fu una lunga guerra combattuta nell'entroterra babilonese.
Un generale chiamato Assur-uballit II fu dichiarato re d'Assiria e con il supporto militare tardivo del faraone egiziano Necao II, che desiderava contenere l'avanzata verso ovest dell'Impero neo-babilonese, resistette ad Harran fino al 609 a.C. Gli aiuti egiziani continuarono agli assiri, che tentarono disperatamente di frenare il crescente potere dei babilonesi e dei medi.
Nella Battaglia di Megiddo (609 a.C.), una forza egizi sconfisse una forza della Giudea al comando del re Giosia e riuscì a raggiungere gli ultimi resti dell'esercito assiro. In una battaglia finale ad Harran nel medesimo anno, i babilonesi e i medi sconfissero l'alleanza assiro-egizia, dopodiché l'Assiria cessò di esistere come stato indipendente. Nel 605 a.C. un'altra forza egiziana combatté i babilonesi (Battaglia di Karkemiš), aiutata dai resti dell'esercito dell'ex Assiria, ma anche questa fu sconfitta.

### Fonti
- Cronache babilonesi - ed. standard in (EN) Grayson AK, Assyrian and Babylonian Chronicles, 1975, ISBN 978-1-57506-049-1.
- Erodoto, Storie

### Studi
In italiano
- Mario Liverani, Antico Oriente: storia, società, economia, nuova ed., Bari-Roma, Laterza, 2009  [1988], ISBN 978-88-420-9041-0.
- Vincenzo Mistrini, Gli assiri : la prima superpotenza dell'Oriente Antico, Gorizia, LEG, 2022.

In altre lingue
- (EN) Aubin HT, The Rescue of Jerusalem, New York, NY, Soho Press, Inc., 2002, ISBN 1-56947-275-0.
- (EN) Ephʿal I, Esarhaddon, Egypt, and Shubria: Politics and Propaganda [collegamento interrotto], in Journal of Cuneiform Studies, vol. 57, n. 1, University of Chicago Press, 2005,  pp. 99-111, DOI:10.1086/JCS40025994.
- (EN) Kahn D, The Assyrian Invasions of Egypt (673-663 B.C.) and the Final Expulsion of the Kushites, in Studien zur Altägyptischen Kultur, vol. 34, 2006,  pp. 251-267.
- (EN) Mark JJ, Esarhaddon, in Ancient History Encyclopedia, 2014.
- (EN) Mark JJ, Ashurbanipal, in Ancient History Encyclopedia, 2009.
- (EN) Miller DB e Shipp RM, An Akkadian Handbook: Paradigms, Helps, Glossary, Logograms, and Sign List, Eisenbrauns, 1996, ISBN 0-931464-86-2.
- (EN) Radner K, The Trials of Esarhaddon: The Conspiracy of 670 BC, in ISIMU: Revista sobre Oriente Próximo y Egipto en la antigüedad, vol. 6, Universidad Autónoma de Madrid, 2003,  pp. 165-183.
- (EN) Radner K, After Eltekeh: Royal Hostages from Egypt at the Assyrian Court, in Stories of long ago. Festschrift für Michael D. Roaf, Ugarit-Verlag, 2012,  pp. 471-479.
- (EN) Radner K, Ancient Assyria: A Very Short Introduction, Oxford University Press, 2015, ISBN 978-0-19-871590-0.